# Европейски път E33
Европейски път Е33 е европейски автомобилен маршрут от категория А в Италия, свързващ градовете Парма и Специя. Дължината на маршрута е 124 km.
Е33 e свързан със следните маршрути:
- Е35
- E80

## Вънине препратки
- Карта на европейски маршрути
- International E-road network
- European Agreement on Main International Traffic Arteries (AGR) 14 mars 2008